# Eduard Loewenthal

Eduard Loewenthal

Eduard Loewenthal (* 12. März 1836 in Ernsbach (Forchtenberg); † 26. März 1917 in Berlin) war ein deutscher Schriftsteller jüdischer Herkunft. Loewenthal war in der Friedensbewegung engagiert. 1874 gründete er den Deutschen Verein für internationale Friedenspropaganda.

## Leben
Eduard Loewenthal, Sohn des ersten Lehrers an der israelitischen Volksschule in Buchau, Isac Loewenthal, erhielt von seinen Eltern eine streng jüdische Erziehung. Besonders seine Mutter war sehr fromm. Auch von Seiten des Vaters wurde er in den Grundsätzen des Judentums unterrichtet und erzogen. Die Eltern seines Vaters stammten aus Nancy respektive Colmar und waren von dort nach Deutschland übergesiedelt. Seine Großmutter väterlicherseits war eine Cousine des französischen Generals See. Berthold Auerbach war ein Studienfreund seines Vaters.
Bis zum Jahre 1848 besuchte Eduard Loewenthal die Lateinschule in Horb. Lehrer an dieser Schule waren die Prediger der dortigen katholischen Kirche, welche Löwenthal glänzendste Zeugnisse ausstellten und ihn zur Fortsetzung seines Studiums ermutigten. Seine Eltern gaben ihn daraufhin in ein Pensionat nach Stuttgart, um das dortige königliche Gymnasium zu besuchen. Aufgrund besonderer Leistungen konnte Löwenthal zwei Klassen überspringen. Sein Lehrer für deutsche Sprache und Literatur sowie für philosophische Propädeutik war Gustav Pfizer, ein bekannter Dichter.
Er studierte in Tübingen Jura und Philosophie und wurde 1859 mit einer Dissertation über Spinoza und Leibniz zum Doktor der Philosophie promoviert. Er gründete in Frankfurt a. M. die Allgemeine Universitätszeitschrift und wurde Redakteur bei der von Max Wirth herausgegebenen Zeitschrift Arbeitgeber. Aus Frankfurt a. M. wegen eines Zeitungsartikels ausgewiesen übernahm er die Redaktion der Wiesbadener Zeitung. Auch hier war ein Artikel aus seiner Feder der Anlass, dass er wegen Herabwürdigung der Religion zu acht Tagen Gefängnis verurteilt wurde. Er zog nach Leipzig und redigierte hier die Zeitschrift Glocke. Durch Ferdinand Lassalle wurde er bewogen, nach Berlin überzusiedeln, wo er 1871 die Redaktion der Neuen Freien Zeitung übernahm. Hier gründete er 1874 den Deutschen Verein für internationale Friedenspropaganda. Da er in zwei Presseprozessen zu Gefängnisstrafen verurteilt wurde, begab er sich 1877 nach Brüssel, von da nach London und schließlich nach Paris, wo er die Weltbühne, Deutsche Pariser Zeitung und die französische Monatsschrift Le Monde de l'Esprit gründete. Im Jahre 1888 kehrte er infolge der von Kaiser Friedrich erlassenen Amnestie für politische und Pressvergehen nach Berlin zurück.

## Werke
- System und Geschichte des Naturalismus. Gebhardt, Leipzig 1861. (Digitalisat der 5. Aufl. 1868)
- Eine Religion ohne Bekenntnis. Selbstverlag, Berlin 1865. (Digitalisat)
- Le cogitantisme ou la religion scientifique. Paris 1886.
- Der Staat Bellamy’s und seine Nachfolge. Muskall, Berlin 1891.
- Das Cogitantenthum, die Religion des fortschreitenden besten Wissens und Gewissens als Staats- und Weltreligion. Siegismund, Berlin 1892.
- Ein Welt-Staatenbund als sicherstes Mittel zur Beseitigung des Krieges. Reform-Verlag, Berlin 1896. (Digitalisat)
- Der Bankrott der Darwin-Häckelschen Entwicklungstheorie und die Krönung des monistischen Gebäudes. Ebering, Berlin 1900.
- Die religiöse Bewegung im 19. Jahrhundert. Cronbach, Berlin 1900.
- Die neue Lehre. Religions-Unterricht für Cogitanten oder Anhänger der Religion des Wissens und der Wissens-Erweiterung. Ebering, Berlin 1901.
- Die Fulgurogenesis im Gegensatz zur Evolutionstheorie und die Kulturziele der Menschheit. Ebering, Berlin 1902.
- Organische Neubildung und Regeneration oder Die Biologie im Lichte d. Fulguro-Genesis. Dreyer, Berlin 1903.
- Wahrer Monismus und Scheinmonismus.  Nachtrag zu meinem "System und Geschichte des Naturalismus". Dreyer, Berlin  1907.
- Neues System der Soziologie nebst Nachtrag zu meiner Fulguro-Genesis-Theorie. Ebering, Berlin 1908.
- Moderne Philosophen. 1909.[2]
- Mein Lebenswerk auf sozialpolitischem, neu-religiösem, philosophischem und naturwissenschaftlichem Gebiete. Memoiren. 1910